# 唐津ビジネスカレッジ
唐津ビジネスカレッジ（からつビジネスカレッジ、アルファベットによる略称は「KBC」）は、佐賀県唐津市にある専門学校。

文部科学省認可の学校法人であり、2年制課程を修了し、要件を満たしていれば「専門士」の称号を得られる。

## 運営法人
- 学校法人コア学園

## 設置学科
- 情報システム科（昼間・2年制）
- 情報ビジネス科（昼間・2年制）
- 医療ビジネス科（昼間・2年制）
- キャリア学科（昼間・1年制）
  - システム専攻コース
  - 化粧品コース
  - ｅ観光コース

## 概要
産学官が一体となってできた地域密着型の専門学校である。「唐津ビジネスカレッジ振興会」が存在し、唐津商工会議所会頭を会長として、唐津市長、玄海町長などの地域有力者が理事となり、振興会加盟社も唐津市内等の優良企業が名を連ねている。

学生数は少ないが、少人数ならではのひとりひとりに合わせた学習指導や就職支援が行われているほか、虹の松原清掃等のボランティア活動や、各種イベントによる情操教育にも力を入れている。

## 沿革
- 1988年4月　学校法人コア学園唐津コンピュータ専門学校として創立
- 2008年4月　学校法人コア学園唐津ビジネスカレッジに校名変更

## 所在地
- 佐賀県唐津市松南町94-1

## アクセス
- JR九州 筑肥線 東唐津駅より徒歩1分
- 昭和バス 東唐津駅前より徒歩1分
- 在校生は学校敷地内の無料駐車場を利用できる